# Damien Seguin
Damien Seguin (nascido em 3 de setembro de 1979) é um velejador paralímpico francês. Foi aos Jogos Paralímpicos de Verão de 2016 no Rio de Janeiro, onde conquistou a medalha de ouro, na classe 2.4mR.